# Milan Šperl
Milan Šperl (Karlovy Vary, 26 febbraio 1980) è un ex fondista ceco.

## Biografia
In Coppa del Mondo esordì il 12 gennaio 2000 a Nové Město na Moravě (68°), ottenne il primo podio il 19 novembre 2006 a Gällivare (3°) e l'unica vittoria il 9 dicembre 2007 a Davos.
In carriera prese parte a tre edizioni dei Giochi olimpici invernali, Salt Lake City 2002 (45° nella 15 km, 49° nella 50 km, 52° nell'inseguimento), Torino 2006 (27° nella 50 km, 35° nell'inseguimento) e Vancouver 2010 (43° nella 15 km), e a quattro dei Campionati mondiali, vincendo una medaglia.

## Palmarès

### Mondiali
- 1 medaglia:
  - 1 bronzo (sprint a squadre a Sapporo 2007)

### Coppa del Mondo
- Miglior piazzamento in classifica generale: 73º nel 2007
- 2 podi (entrambi a squadre[1]):
  - 1 vittoria
  - 1 terzo posto

#### Coppa del Mondo - vittorie
| Data            | Località | Nazione  | Spec.                                                  |
| --------------- | -------- | -------- | ------------------------------------------------------ |
| 9 dicembre 2007 | Davos    | Svizzera | 4x10 km (con Martin Koukal, Lukáš Bauer e Martin Jakš) |